# Gilberto Noletti
Gilberto Noletti (Cusano Milanino, 1941. május 9. – Forlì, 2024. április 28.) olasz labdarúgó, hátvéd, olimpikon.

## Pályafutása

### Klubcsapatban
1959 és 1961 között az AC Milan, 1961–62-ben a Lazio, 1962–63-ban a Juventus, 1963 és 1967 között ismét az AC Milan labdarúgója volt. A Milannal egy olasz bajnoki címet szerzett. 1967–68-ban a Sampdoria, 1968–69-ben a Lecco, 1969 és 1972 között a Sorrento, 1972–73-ban a Casertana játékosa volt. 1973 és 1976 között a Grosseto csapatában fejezte be az aktív játékot.

### A válogatottban
1959 és 1963 között 16 alkalommal szerepelt az olasz U21-es válogatottban. Tagja volt 1960-as római olimpián részt vevő válogatottnak, amellyel negyedik helyezést ért el. 

## Sikerei, díjai
Olaszország
- Olimpiai játékok
  - 4.: 1960, Róma

 AC Milan
- Olasz bajnokság (Serie A)
  - bajnok: 1966–67